# Garda Vojske Srbije
Garda Vojske Srbije  je pehotna brigada, ki je podrejena neposredno Generalštabu Oboroženih sil Srbije.

## Zgodovina
Brigada je bila ustanovljena 30. novembra 2006 z reorganizacijo Gardne brigade in vključitvijo Protiterorističnega voda Kobre.

## Sestava
- Poveljstvo
- Štabne podporne enote
- Častni bataljon
- 25. bataljon vojaške policije
- Logistični bataljon
- Rezidenčne enote
- Hiša garde
- Specialne enote